# Ronja Eibl
Ronja Eibl (* 30. August 1999 in Balingen) ist eine deutsche Mountainbikerin, die im Cross-Country aktiv ist.

## Sportlicher Werdegang
Mit dem Radsport begann Eibl im Jahr 2009, nach zwei Jahren auf dem Rennrad wechselte sie 2011 zum Mountainbikesport. Als Juniorin gewann sie die ersten Junioren-Rennen in der MTB-Bundesliga. Zur Saison 2018 wechselte sie in die U23 und wurde in ihrem ersten Jahr bereits deutsche U23-Meisterin im Cross-Country XCO. Bei den UCI-Mountainbike-Weltmeisterschaften gewann sie die Silbermedaille im Cross-Country-Staffelrennen, im Rennen der U23 wurde sie Vierte. Im UCI-Mountainbike-Weltcup stand sie in La Bresse als Dritte erstmals auf dem Podium, in der Internationalen Mountainbike-Bundesliga entschied sie die Gesamtwertung für sich und ist damit die bisher jüngste Gesamtsiegerin.
In der Saison 2019 wiederholte Eibl den Gewinn der U23-Meisterschaft sowie der Gesamtwertung der MTB-Bundesliga. Im U23-Weltcup gewann sie die Rennen in Andorra, Les Gets und Val di Sole und stand noch drei weitere Male auf dem Podium. Am Ende der Saison stand sie auf Platz 1 der Weltcup-Gesamtwertung der U23. Bei den Weltmeisterschaften konnte sie nach einem Magen-Darm-Infekt nicht antreten.
An ihre Leistungen aus den Vorjahren konnte Eibl 2020 nicht anknüpfen. Aufgrund von Übertraining musste sie die Saison im September vorzeitig beenden. 2021 startete Eibl bereits in der Elite und begann im Weltcup mit Ergebnissen um Platz 20. Bei den Deutschen Meisterschaften wurde sie Zweite im Cross-Country der Elite und qualifizierte sich damit für die Olympischen Sommerspiele 2020 in Tokio, wo sie im Cross-Country-Rennen den 19. Platz belegte.
Im August 2021 gewann sie mit der deutschen Cross-Country-Staffel jeweils die Bronzemedaille bei den MTB-Europameisterschaften und den MTB-Weltmeisterschaften, in den Cross-Country-Rennen der U23 wurde sie Dritte und Sechste. Die Saison 2022 verlief für sie erneut nicht wie geplant, nachdem sie krankheitsbedingt pausieren musste und nur an den ersten zwei Weltcup-Rennen der Saison teilnehmen konnte. Auch in der Saison 2023 kam sie in keinem der Weltcup-Rennen unter die Top 20.

## Erfolge
2018
- Weltmeisterschaften – Staffel XCR
- Deutsche Meisterin (U23) – Cross-Country XCO
- Gesamtwertung Internationale Mountainbike-Bundesliga

2019
- Deutsche Meisterin (U23) – Cross-Country XCO
- drei Weltcup-Erfolge (U23) – Cross-Country XCO
- Gesamtwertung UCI-MTB-Weltcup (U23) – Cross-Country XCO
- Gesamtwertung Internationale Mountainbike-Bundesliga

2021
- Weltmeisterschaften – Staffel XCR
- Europameisterschaften (U23) – Cross-Country XCO
- Europameisterschaften – Staffel XCR